# Ония II
Ония II, также Ониас или Оний (др.-евр. חוניו‬; др.-греч. Όνίας; лат. Onias), — иудейский первосвященник в Иерусалиме с 242 по 233 год до н. э., во времена Второго Храма. Ветхозаветный персонаж.

## Биография
Сын Симона Праведного. Ония остался ребёнком после смерти отца, ввиду чего функции первосвященника исполняли сначала его дядя Елеазар, а затем дядя последнего Манассия (Иосиф Флавий, Древ., XII, 4, § 1).
По словам Флавия, это был человек весьма ограниченного ума. Предшественники Онии II платили дань египетским царям Птолемеям в 20 талантов серебра, но Ония не хотел исполнять этого долга и этим навлёк на себя гнев Птолемея Евергета и возбудил ропот в народе. Племянник Онии, Иосиф, сын Тобиаса, отвратил опасность: получив в управление колонии Финикии и Келесирии, он употреблял доходы с них на уплату дани.
По Флавию (там же, § 10), Ония умер одновременно со своим племянником Иосифом в царствование Селевка Филопатора, около 181 года до н. э. Его преемником стал Симон II.